# Дьявол в мисс Джонс
«Дьявол в мисс Джонс» (англ. The Devil in Miss Jones) — американский порнофильм 1973 года с Джорджиной Спелвин и Гарри Римсом в главных ролях. Автор сценария, режиссёр и продюсер — Джерард Дамиано. Считается классическим фильмом для взрослых, выпущенным в эпоху порношика (1969–1984). После успеха «Глубокой глотки» в 1972 году Дамиано снял фильм на переоборудованном заводе по фасовке яблок в Миланвилле, штат Пенсильвания. Наряду с фильмами «Глубокая глотка» и «За зелёной дверью», «Дьявол...» ассоциируется с периодом американской культуры, известным как «порношик», во время которого эротические фильмы для взрослых только начинали широко выпускаться, публично обсуждались знаменитостями (такими как Джонни Карсон и Боб Хоуп) и воспринимались всерьёз кинокритиками (такими как Роджер Эберт). Сюжет фильма вдохновлён пьесой 1944 года «Нет выхода» («За закрытыми дверями») французского философа Жана-Поля Сартра. Фильм породил множество ремейков и сиквелов.
Как и у многих других фильмов эпохи порношика, статус авторского права не решён. VCX претендует на авторские права; конкурирующий дистрибьютор Arrow Productions распространял нелегальные копии фильма до 2009 года, когда (в рамках обоюдного перемирия между компаниями) Arrow согласился принять претензию VCX  об авторском праве в обмен на то, что Arrow не станет оспаривать авторское право на «Глубокую глотку».

## Сюжет
Джорджина Спелвин играет Жюстину Джонс, одинокую, подавленную старую деву, которая решает, что самоубийство — единственный выход из ее постоянного тоскливого существования. Лёжа в ванне, она перерезает вены бритвенным лезвием и тихо умирает, а вода окрашивается в кровавый цвет.
Прожив «чистую» жизнь, мисс Джонс оказывается в лимбе. Там она встречает мистера Абака (Джон Клеменс), своего рода ангела, который сообщает, что она не имеет права попасть в рай, потому что покончила с собой. Разгневанная тем, что из-за одного опрометчивого поступка у неё остался выбор только между Лимбо или адом, Джонс умоляет мистера Абака дать ей «заработать» место в аду, позволив вернуться на Землю и стать воплощением похоти. После интенсивной сессии боли и наслаждения со зловещим мужчиной, которого называют только «Учитель» (Гарри Римс), у Жюстины происходит несколько необычных и сексуально ненормальных встреч, последняя из которых — красочный секс втроём.
Однако, как только она начинает наслаждаться новой сладострастной жизнью, короткое время, которое было дано Жюстин, чтобы выполнить задание, заканчивается, и она сталкивается с вечностью Ада. Поначалу мисс Джонс приходит в ужас, представляя боль, которую ей придётся терпеть, но Абака быстро развеивает распространённый человеческий миф об аде и обещает Жюстин, что ей будет «вполне комфортно»...
Жюстина (теперь она — неистовая сексоманка) оказывается заперта в маленькой комнате с импотентом, который больше заинтересован в ловле мух, чем в ней. Она отчаянно умоляет мужчину о сексе, но он просто просит её замолчать, пока он слушает жужжание своих воображаемых насекомых.

## В ролях
- Джорджина Спелвин — Жюстин Джонс
- Джон Клеменс — Абака
- Гарри Римс — Учитель

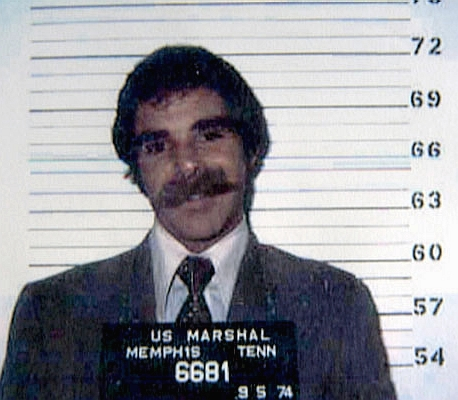
Гарри Римс в 1974 году

- Марк Стивенс — второй парень с Жюстин
- Леви Ричардс (в титрах как Рик Ливермор) — третий парень с Жюстин
- Джудит Гамильтон (в титрах как Клер Люмьер) — первая девушка с Жюстин
- Сью Флакен — вторая девушка с Жюстин
- Джерард Дамиано (в титрах как Альберт Горк) — человек в клетке

## Джорджина Спелвин
Спелвин снялась в фильме в 36 лет. «Дьявол в Мисс Джонс» стал одним из её первых актерских выступлений после карьеры хористки на Бродвее, где она участвовала в таких постановках, как Cabaret, Guys and Dolls, Sweet Charity и The Pajama Game.
Роль в фильме «Дьявол в мисс Джонс» характерна для её карьеры, так как она часто играла целомудренных старых дев, у которых случалось сексуальное пробуждение и которые затем становились демонами секса (например, Sleepyhead). Она также трагически погибает в некоторых других фильмах. Это первый фильм, в котором актриса использовала имя Джорджина Спелвин —  отсылку к «Джордж Спелвин», традиционному сценическому имени, которое используется чтобы скрыть личность исполнителя по ряду причин. Согласно её интервью в комедийном шоу Dave's Old Porn, Спелвин также работала в буфете и готовила на съёмочной площадке. Актриса, объявленная в титрах как Клэр Люмьер (Claire Lumiere), была нанята только для работы в буфете, но ей предложили 100 долларов за участие в лесбийской сцене со Спельвин, и она согласилась.
В аудио-интервью The Rialto Report в 2013 году Спелвин рассказала, что она и Люмьер были любовницами в то время, и они согласились на съёмки в порно как на возможность заработать денег для своего киноколлектива.

## Сборы
Фильм получил рейтинг X от MPAA, а премьера состоялась в театре 57th Street Playhouse в Нью-Йорке. Во многих кинотеатрах его демонстрировали после «Глубокой глотки» как часть двойного показа. «Дьявол в мисс Джонс» побил кассовый рекорд порнофильмов. Он был более коммерчески успешен, чем «Глубокая глотка» и «За зелёной дверью» и успешно конкурировал с непорнографическими фильмами. Чистая прибыль с кассовых сборов в США составила 15 миллионов долларов, таким образом, фильм занял десятое место по прибыли среди фильмов 1973 года, следом за «Бумажной луной» с Райаном О'Нилом и «Живи и дай умереть» с Роджером Муром.

## Приём
Как и на другие картины эпохи порношика, на фильм были напечатаны рецензии кинокритиков во многих непорнографических газетах. Обзоре в Variety гласит, что «С „Дьяволом в мисс Джонс“ хардкор-порно приближается к форме искусства, которое критикам может быть трудно игнорировать в будущем» и сравнивает сюжет с пьесой Жан-Поля Сартра «За закрытыми дверями». Далее в обзоре говорилось: «Дамиано искусно создал причудливую мелодраму» и описывалась вступительная сцена как «эпизод, настолько эффектный, что он будет выделяться в любой легальной театральной постановке».
По словам Питера Майкельсона (Peter Michelson), есть «относительно небольшой ряд [порнографических] фильмов — например, „Глубокая глотка“, „Дьявол в мисс Джонс“, „За зелёной дверью“ — которые имеют минимальную, но все же существенную художественную важность, чтобы выделиться на фоне остальной части жанра».
Другие критики назвали фильм, вместе с «Глубокой глоткой», одним из «двух лучших эротических фильмов, когда-либо снятых». Роджер Эберт присвоил «Глубокой глотке» рейтинг без звёзд, но назвал «Дьявола в мисс Джонс» «лучшим» представителем жанра из просмотренных им и присвоил ему три звезды из возможных четырёх. Он писал, что сравнительно высокое качество постановки и сюжета были отчасти причиной положительного отзыва, но главной чертой была Спелвин: «Она не только лучшая, но, возможно, и единственная актриса в сфере хардкора. Под этим я подразумеваю, что когда она на экране, ее тело и действия — не единственная причина, по которой мы наблюдаем за ней. Одна среди порнозвёзд, она никогда не казалась эксплуатируемой.». Уильям Фридкин назвал его «отличным фильмом», отчасти потому, что это был один из немногих порнофильмов с уместной сюжетной линией. Картина стала одним из первых фильмов, введённых в Зал славы XRCO.

## Саундтрек
Темой фильма стала I'm Comin' Home в исполнении певицы Линды Новембер (Linda November).

## Сиквелы и ремейки
В 2006 году VCX использовали Media Blasters для цифрового ремастеринга фильма с оригинальной 35-миллиметровой плёнки в «наиболее полное коллекционное издание» из набора двух дисков на DVD. Эта последняя версия была переупакована и предположительно имеет лучшее качество изображения и звука из всех оригинальных релизов «Дьявола в мисс Джонс». DVD содержат обновлённый фильм, аудиокомментарий режиссёра Джерарда Дамиано, подробное продолжительное интервью с Джорджиной Спелвин, оригинальный трейлер, версию для кабельного телевидения и фотогалерею.

### Дьявол в мисс Джонс 2
(1982, VCA Pictures)
В главных ролях: Жаклин Лорианс (Jacqueline Lorians), Джорджина Спелвин, Джек Вранглер (Jack Wrangler), Саманта Фокс, Анна Вентура (Anna Ventura), Джоанна Сторм (Joanna Storm), Р. Болла, Шэрон Митчелл, Рон Джереми. Сценарий — Элли Хейуорд (Ellie Hayward) и Анри Пашар; режиссёр — Анри Пашар.
Сатирическая пародия на оригинал, заглавный трек спел американский джазовый певец Джонни Хартман (Johnny Hartman).

### Дьявол в мисс Джонс 3: Новое начало
(1986, VCA Pictures)
В главных ролях: Лоис Эйрес (Lois Ayres), Джек Бейкер (Jack Baker), Карена Коллинз (Careena Collins), Ванесса дель Рио, Эмбер Линн, Кари Фокс (Kari Foxx), Том Байрон, Дженнифер Нокс (Jennifer Noxt), Шанель, Кели Ричардс (Keli Richards), Питер Норт, Марк Уаллис и Пол Томас. Кевин Джеймс (Kevin James) сыграл роль без секса. Авторы сценария — Грегори Дарк и Johnny Jump-Up, продюсер и режиссёр — Грегори Дарк.
Победа в номинации «лучший фильм» в 1987 году на AVN Awards.

### Дьявол в мисс Джонс 4: Последний гнев
(1986, VCA Pictures)
В главных ролях: Лоис Айрес (Lois Ayres), Джек Бейкер (Jack Baker), Патти Петит (Patti Petite), Кристара Бэррингтон, Кели Ричардс (Keli Richards), Криста Лейн, Тамара Лонгли (Tamara Longley), Эрика Бойер, Пол Томас, Рон Джереми, Ф.М. Брэдли (F.M. Bradley) и Кевин Джеймс (Kevin James). Сценарий — Грегори Дарк и Johnny Jump-Up; продюсер и режиссёр — Грегори Дарк. Части 3 и 4 вместе победили на AVN Awards в номинации «лучший классический DVD» в 2000 году.

### Дьявол в мисс Джонс 5: Ад
(1995, VCA Pictures)
В главных ролях: Джули Эштон, Аманда Аддамс (Amanda Addams), Рип Хаймен (Rip Hymen), Тамми Энн (Tammi Ann), Келли О'Делл (Kelly O'Dell), Николь Лэйс (Nicole Lace), Ванесса Чейз (Vanessa Chase), Ариана, Роуэн Фэрмонт (Rowan Fairmont), Барбара Долл, Ребекка Лорд, Серенити, Синди Кокс (Sindee Coxx), Том Байрон, Дэйв Каммингс, Марк Дэвис. Сценарий — Селвин Харрис (Selwyn Harris); продюсер и режиссёр — Грегори Дарк.

### Дьявол в мисс Джонс 6
(1999, VCA Pictures)
В главных ролях: Стейси Валентайн, Викка (Vicca), Никита, Рэнди Спирс, Джули Эштон, Диззи, Тина Тайлер, Лэйси Огден (Lacey Ogden), Перис Блю (Peris Bleu), Анита Каннибал (Anita Cannibal), Скотти Шварц (Scotty Schwartz). Автор сценария и режиссёр — Антонио Пассолини (Antonio Passolini).
Фильм победил на AVN Awards в 2000 году в номинации Top Renting Release of the Year.

### Новый дьявол в мисс Джонс
(2005, Vivid Entertainment)

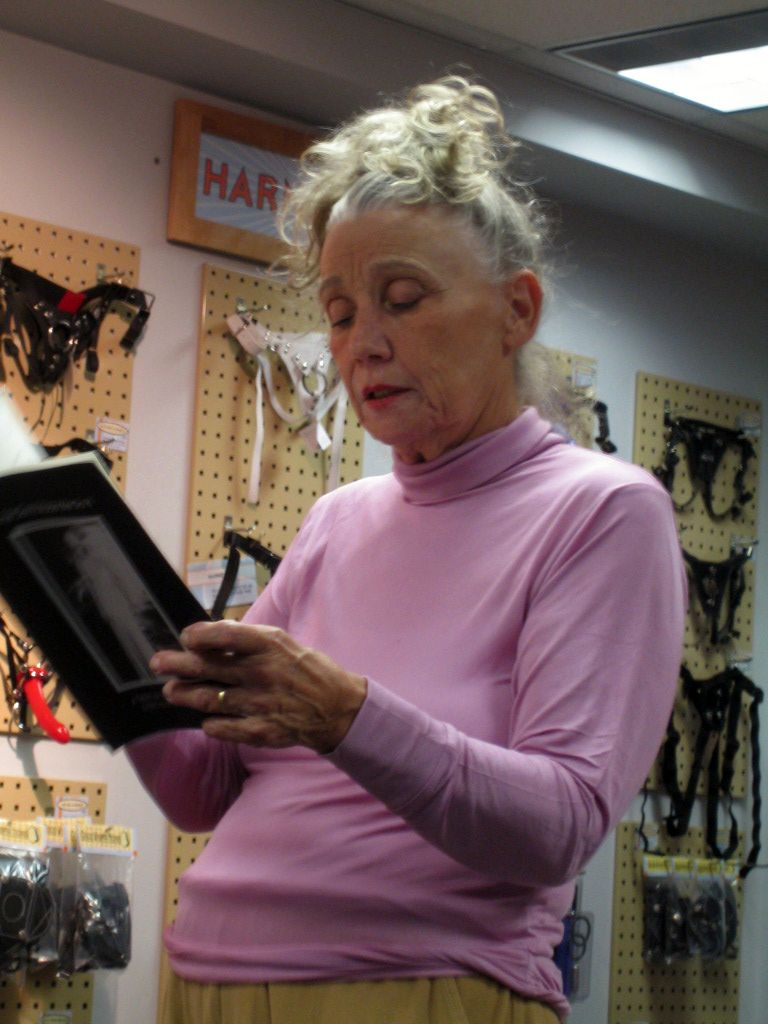
Джорджина Спелвин в 2008 году

В главных ролях: Саванна Сэмсон, Дженна Джеймсон, Рэйчел Роттен, Роксана Холл (Roxanne Hall), Анжелика Син (Angelica Sin), Вики Ветте, Дик Смотерс-младший (Dick Smothers, Jr.), Ник Мэннинг, Тони Тедески, Джорджина Спелвин. Сценарий — Дин Нэш (Dean Nash) и Рэйвен Тачстоун (Raven Touchstone), режиссёр — Пол Томас, монтаж — Сонни Малон (Sonny Malone).
На AVN Awards 2006 года ремейк победил в большинстве категорий, относящихся к фильмам, выиграв в номинациях «лучшая режиссерская работа», «лучшая кинематография», «лучший монтаж», «лучший сценарий», «лучший режиссёр», «лучшая актриса», «лучший фильм», «лучшая актриса второго плана» и «лучшая лесбийская сцена». Бюджет съёмок составил $ 250 000, что, по словам обозревателя The New York Times Миреи Наварро, стало «самым дорогостоящим (производством) Vivid» и одним из самых высокобюджетных порнофильмов всех времен.
Джорджина Спелвин, звезда оригинального фильма, которой тогда было почти 70 лет, сыграла нон-секс роль уборщицы и наставницы новой мисс Джонс.

### Дьявол в мисс Джонс: Воскрешение
(2010, Vivid Entertainment)
В главных ролях: Белладонна, Саванна Сэмсон, Пенни Флейм, Кармелла Бинг (Carmella Bing), Ребека Линарес, Виктория Син (Victoria Sin), Курт Локвуд, Ник Мэннинг, Стивен Сент-Круа, Эван Стоун, Том Байрон. Сценарий — Рэйвен Тачстоун (Raven Touchstone) и Тони Дж. (Tony G.), режиссёр — Пол Томас.
Был представлен на AVN Awards в нескольких номинациях, но ни в одной не победил.

### Дьявол в Мисс Джонс II: Повестка дьявола
(1991, Arrow Productions)
В главных ролях: Александра Куинн, Тейлор Уэйн, Cameo, Рон Джереми, Рэнди Уэст, Кэл Джаммер (Cal Jammer), Бифф Малибу (Biff Malibu), Джерри Батлер (Jerry Butler). Режиссёр — Стив Дрейк (Steve Drake).
Хотя этот фильм не признаётся некоторыми частью сериала «Дьявол в мисс Джонс», тем не менее, он является продолжением, где Куинн играет Аманду Джонс, которая, находясь в Лимбо после смерти, должна выбрать между дьяволом (Джереми) и ангелом (Уэст).
После выпуска фильма между Arrow и VCX начались разногласия об авторских правах на оригинальный фильм и два других фильма эпохи порношика — «Глубокая глотка» и «Дебби покоряет Даллас». Обе компании продолжают реализовывать «Дьявола в мисс Джонс».